# St. Gereon (Würm)

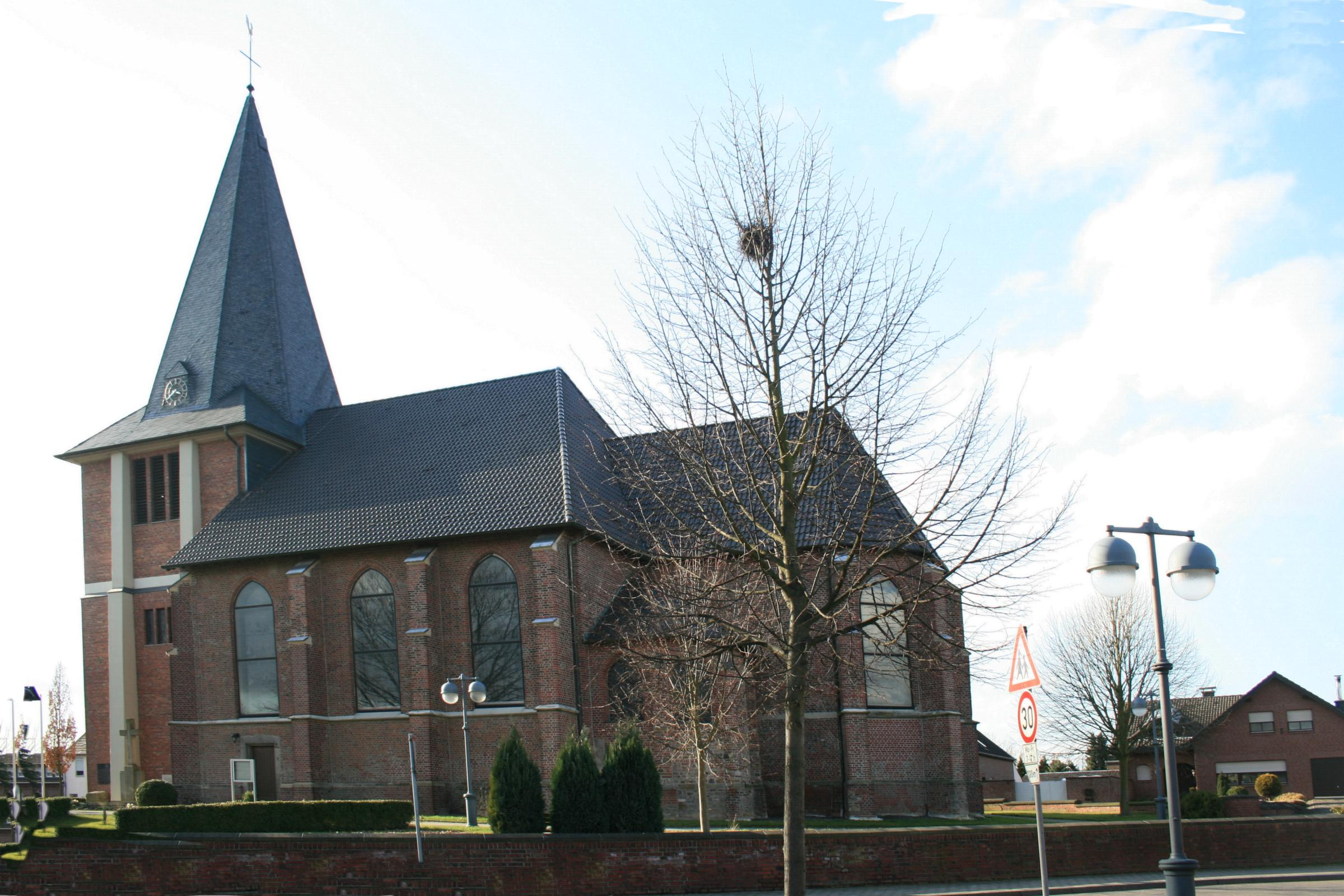
St. Gereon

Die Kirche der katholischen Pfarrgemeinde St. Gereon hat ihren Standort im Stadtteil Würm der Stadt Geilenkirchen in Nordrhein-Westfalen. Sie steht als Baudenkmal unter Denkmalschutz.

## Lage
Die Kirche ist der Mittelpunkt des Ortes und steht an der Gereonstraße 2.

## Geschichte
Über die 1137 erwähnte Kirche ist bekannt, dass sie zugleich Mutterkirche für Prummern war. Im 15. Jahrhundert baute man eine dreischiffige Backsteinhalle, die am 18. November 1944 gesprengt wurde. Durch die Sprengung wurden noch ältere Bauteile sichtbar. Der Archäologe P.A. Tholen fand damals Holzfundamente der wohl ersten Kirche am Ort aus dem 8. oder 9. Jahrhundert. In der Ostwand wurde ein Rundbogen aus Brohler Tuffstein freigelegt. Die Jahreszahl 1251 ist darin eingeritzt. Die Kirche, das Schiff, ist nach Nord-Osten gerichtet, der älteste Teil aber nach Osten und hat wohl als Chorraum einer der früheren romanischen Kirchen gedient. Die Pläne für den Wiederaufbau wurden von Justinus Bendermacher aus Düsseldorf erstellt. Die Grundsteinlegung erfolgte am 19. August 1951, die Einweihung am 1. Mai 1953. Die erhalten gebliebenen Mauern der Süd- und Ostseite wurden in den Neubau einbezogen. Am 3. November 1968 wurde der neue Altar geweiht. Der Wiederaufbau wurde auch dadurch möglich, als das man bei monatlichen Haussammlungen im Pfarrbezirk insgesamt 180.000 Mark an Spenden aufbringen konnte.

## Architektur

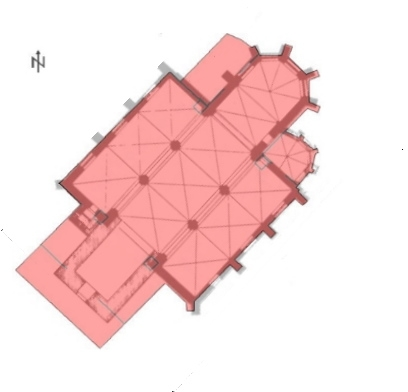
Grundrissvergleich, vor 1945 (dunkelrosa) – nach Wiederaufbau (hellrosa), die innenliegenden Säulen wurden nicht wieder eingebaut

Die spätgotische dreischiffige Kirche war ein Backstein-Saalbau mit schmalem im Nordosten liegenden Chorraum, bestehend aus einem Chorjoch und einem fünfseitigen Chorschluss sowie einem flachen Rabitzgewölbe. 
Mit Wiederaufbau 1951 entstand an der Nordseite  eine dreiseitig geschlossene Sakristei. Das Satteldach des Chores ist erheblich niedriger als das Dach des dreiachsigen Langhauses. Die innenliegenden Säulen wurden nicht wieder eingebaut. Der Kirche vorgebaut ist ein im Südwesten liegender wuchtiger, dreiachsiger Kirchturm. Der Kirchturm ist ein Glockenturm mit 3 Uhren.

## Ausstattung

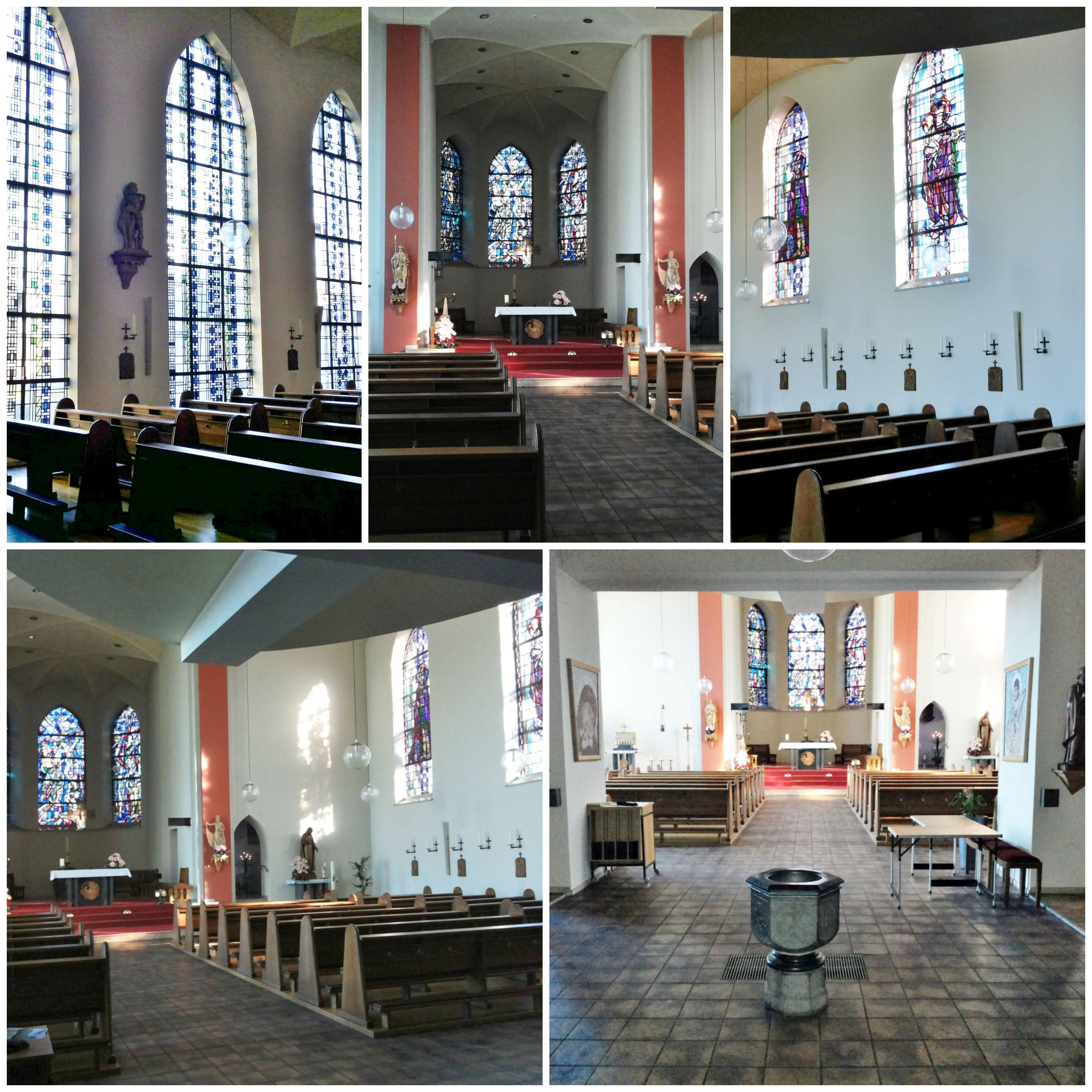
Innenraum, das sogenannte Schiff

- Die Orgel mit 15 Registern und elektrischer Traktur aus dem Jahre 1956 wurde von der Fa. Kemper Orgelbau aus Lübeck gebaut.
- Buntverglasung, Die Chorfenster der Kirche St. Gereon stellen Lehramt, Priesteramt und Hirtenamt dar. Das linke Fenster wurde von der Ortschaft Würm, das mittlere Fenster von der Ortschaft Beeck gestiftet. Das rechte Fenster (Hirtenamt) wurde wie die übrigen Fenster zum Patrozinium am 11. Oktober 1953 eingesetzt. Die Fenster an der Ostwand zeigen den Heiligen Gereon, den Heiligen Josef und den Heiligen Hubertus. Die Schützengesellschaften von Würm und Leiffarth stifteten ihre Schutzpatrone, die Ortschaft Müllendorf das Fenster mit der Darstellung des Heiligen Josef, dem Schutzpatron ihrer später (1956) gegründeten Bruderschaft.[2]
- Altar von 1968, Madonna aus Holz aus dem Jahre 1954.
- Am Kirchturm ist dreiseitig jeweils eine Turmuhr eingebaut.

## Das Geläut
Im Kirchturm befinden sich gotische Kirchenglocken aus dem 12. Jahrhundert sowie von 1415 und 1457.
Durch die Sprengung des Kirchturms 1944 stürzten die Glocken aus dem damals noch über 60 Metern hohen Turm, was sie aber fast unbeschadet überstanden. Beim Wiederaufbau blieb von der alten Ausstattung nur die Glocken erhalten.
- Josefsglocke, Schlagton d1+/-0, Gewicht ca. 1.700 kg, Durchmesser 1360 mm, gegossen im Jahre 1961 von der Fa. Feldmann & Eysbouts / Monasterium in Münster i. Westf.
- Marienglocke, Schlagton f1+4, Gewicht ca. 1.000 kg, Durchmesser 1160 mm, gegossen im Jahre 1415 (vermutlich) von Johannes und Godert van Hintem in Würm.
- Johannes-Baptist-Glocke, Schlagton g1-4, Gewicht ca. 820 kg, Durchmesser 1090 mm, gegossen im Jahre 1452 von Johann und Jakob von Venlo in Würm.
- Große Zuckerhutglocke, Schlagton ca. f2, Gewicht ca. 85 kg, Durchmesser 520 mm, ursprünglicher Guss aus dem 12. Jahrhundert, jedoch von der Fa. Petit & Edelbrock in Gescher zu einem unbekannten Zeitpunkt umgegossen.
- Kleine Zuckerhutglocke, Schlagton ca. a2, Gewicht ca. 100 kg, Durchmesser 540 mm, gegossen im 12. Jahrhundert von einem unbekannten Gießer in Würm.

Das Hauptgeläute, welches aus 3 Glocken besteht, wurde 2001 mit Linearantrieben der Firma Rduch aus Polen ausgestattet.